# Фолькет Марсельский
Фолькет Марсельский (Фолько Марсельский, Фульк Марсельский, Фулькон Марсельский окс. Folquet de Marselha, фр. Folquet de Marseille) (ок. 1150 — 25 декабря 1231) — провансальский трубадур, епископ Тулузы.

## Биография
Будучи сыном генуэзского купца, поселившегося в Марселе, Фолькет продолжал семейное дело. Досуг он посвящал сочинению песен, демонстрирующих виртуозное владение поэтической формой (что особенно ценилось), но холодноватых по эмоциональному наполнению.
Оставив торговлю и поэзию, он посвятил себя церкви, став сначала аббатом, а в 1205 году был назначен епископом Тулузы. Фолькет оставил по себе печальную память, став яростным гонителем своих соотечественников альбигойцев, представителей еретического движения Южной Франции. Он был одним из предводителей крестоносцев, к которым примкнул после объявления Альбигойского крестового похода. Фолькет участвовал в создании инквизиции в Лангедоке и принимал непосредственное участие в преследовании инакомыслящих. Был также одним из основателей Тулузского университета.

## В литературе
Фолькет является одним из персонажей «Рая» «Божественной комедии» Данте Алигьери.

## Сочинения
- «Столь куртуазный тон возьму…»
- Стихотворения Фолько (ок.)
- His diocesan letter of 1215 approving Dominic’s brotherhood of preachers (French translation of the Latin original)